# Ghulam Nabi Charkhi
Ghulam Nabi Charkhi (* 1890 im Charkh District, Provinz Lugar; † 8. November 1932 bei Kabul) war ein afghanischer Diplomat.

## Leben
Ghulam Nabi Charkhi war der Sohn von Ghulam Haidar Khan Charkhi – einem Feldmarschall aus der Armee von Habibullah Khan – und der Bruder von Ghulam Siddiq Khan Charkhi.
Amanullah Khan ernannte ihn von 1922 bis 1924 zu seinem Gesandten in Moskau. Danach war er mit der Durchführung von Befriedungskampagnen befasst. Von 1924 bis 1925 wurde er im Tal des Lugar während eines Aufstandes der Mangal-Paschtunen eingesetzt.
Von 1926 bis 1928 war er Gesandter in Paris. 1928 war er erneut Gesandter in Moskau. 1929 führte er eine Truppe aus Kadetten, die in der Türkei studiert hatten und versuchten Amanullah Khan wieder an die Macht zu bringen.
Dabei waren sie im Juni 1929 zunächst erfolgreich. Von Mai bis Juni 1929 hielten sie Mazār-i Scharif. Sie scheiterten gegen die Truppen von Habibullah Kalakâni und mussten sich auf das Territorium der Sowjetunion zurückziehen.
Auf einen Gnadenerweis von Habibullah Kalakâni kehrte er 1932 nach Afghanistan zurück und organisierte angeblich erneut einen Pro-Amanullah-Khan-Aufstand in einer südlichen Provinz. Im November 1932 bestellte ihn Mohammed Nadir Schah in den Tajbeg-Palast und warf ihm vor, die Zadran-Paschtunen in Paktia zum Aufstand aufzurufen. Beim Verhör stellte Ghulam Nabi Charkhi die Rechtmäßigkeit der Herrschaft von Mohammed Nadir Schah in Frage, worauf ihn dieser mit 17 weiteren Angehörigen der Familie Charkhi hinrichten ließ. Abdul Khaliq – ein Hazara und Sohn des Khudadad Khan, eines Dieners von Ghulam Nabi Charkhi – besuchte die Amani High School und erschoss bei einer offiziellen Zeremonie Mohammed Nadir Schah.